# Cherves
Cherves is een gemeente in het Franse departement Vienne (regio Nouvelle-Aquitaine) en telt 567 inwoners (2004). De plaats maakt deel uit van het arrondissement Poitiers.

## Geografie
De oppervlakte van Cherves bedraagt 25,8 km², de bevolkingsdichtheid is 22,0 inwoners per km².
De onderstaande kaart toont de ligging van Cherves met de belangrijkste infrastructuur en aangrenzende gemeenten.

## Demografie
Onderstaande figuur toont het verloop van het inwonertal (bron: INSEE-tellingen).